# Kockduellen
Kockduellen var en svensk matlagningstävling i TV4. Det sändes ursprungligen 26 augusti 1996–2000 med Staffan Ling som programledare och våren 2008 med Peder Lamm som programledare.
Några av kockarna i programmet var Leif Mannerström, Gert Klötzke, Fredrik Eriksson, Mathias Dahlgren och Christian Hellberg.

## Upplägg
Två lag tävlade mot varandra i matlagning. I varje lag fanns en kändisgäst och en professionell kock.
Inför programmet fick gästerna en begränsad summa att handla råvaror för. I programmet fick gästerna visa upp sina respektive råvaror och sedan inom loppet av 20 minuter tillaga och servera en maträtt med råvarorna. Inför säsongen 2008 begränsades tiden till 15 minuter.
Slutligen var det upp till publiken att utse vilket lag som varit bäst.